# Brochure
En brochure er en som oftest trykt − men i flere og flere tilfælde elektronisk − reklamepublikation. Den indeholder som oftest beskrivelser af varer eller tjenesteydelser fra et firma.

## Produkt- og imagebrochurer
Der differentieres ofte mellem produkt- og imagebrochurer:
- En produktbrochure beskriver normalt et helt bestemt produkt, en sammenhængende produktserie eller flere forskellige produkter fra et firma, hvor der ved "produkt" normalt forstås såvel bestemte varer eller -grupper, eller specielle tjenesteydelser (som f.eks. bank- eller forsikringsprodukter). Produktbrochurer indeholder som oftest også priserne på de omtalte produkter, især hvis den "lave" pris skal fungere som et fremtrædende salgsargument. I et postordrekatalog er det også almindeligt at medtage priser. Det er dog ikke altid at priserne medtages i brochurer − enten fordi firmaet forventer at blive kontaktet af potentielle kunder, eller fordi firmaet vil lave individuelle pristilbud.
- I en imagebrochure lægges der ofte stor værdi på præsentation af et firma og dets filosofi; i modsætning til en produktbrochure har en imagebrochure selve virksomheden i centrum. Her spiller væsentlige aspekter i firmaets Corporate Identity en overordnet rolle. Imagebrochurer er ofte mere sofistikerede og tiltalende end produktbrochurer som udkommer ugentligt, månedligt eller sæsonalt. Større firmaer (aktieselskaber, koncerner m.m.) kan præsentere bestemte dele af virksomheden i en speciel imagebrochure. Også partier, organisationer, foreninger eller forbund benytter (ud over andre medier) næsten udelukkende imagebrochurer til selvpræsentation.